# 12 Scorpii
12 Scorpii (c¹ Scorpii) é uma estrela na direção da Scorpius. Possui uma ascensão reta de 16h 12m 16.05s e uma declinação de −28° 25′ 01.9″. Sua magnitude aparente é igual a 5.67. Considerando sua distância de 298 anos-luz em relação à Terra, sua magnitude absoluta é igual a 0.87. Pertence à classe espectral B9V.